# Route de Saint-Simon
Pour l’article homonyme, voir Rue de Saint-Simon.
La route de Saint-Simon (en occitan : rota de Sant Simon) est une voie de Toulouse, chef-lieu de la région Occitanie, dans le Midi de la France.

## Situation et accès

### Description
La route de Saint-Simon est une voie publique. Elle traverse les quartiers Saint-Simon, Basso Cambo et des Pradettes, puis les quartiers de La Cépière et des Arènes.
Elle correspond à une partie de la route départementale 23. En 2017, la gestion de la première partie de la route de Saint-Simon, entre le chemin de Tucaut, à la limite de la commune de Cugnaux, et le carrefour des rues Claude-Marie-Perroud et Roger-Camboulives a été transféré à la collectivité de Toulouse Métropole comme route métropolitaine 23. C'est dans les années 1990 que la gestion de la deuxième partie de la route de Saint-Simon, entre le carrefour des rues Claude-Marie-Perroud et Roger-Camboulives et le boulevard Déodat-de-Séverac, avait été concédée à la commune de Toulouse.

### Voies rencontrées
La route de Saint-Simon rencontre les voies suivantes, dans l'ordre des numéros croissants (« g » indique que la rue se situe à gauche, « d » à droite) :
1. Route de Toulouse – Cugnaux
2. Chemin de Tucaut
3. Impasse Marcel-Pendanx (d)
4. Rue de Licard (g)
5. Rue Réguelongue (d)
6. Rue Tino-Rossi (g)
7. Rue Jean-Giono (g)
8. Rue Jules-Mazellier (d)
9. Chemin de Guilhermy (g)
10. Chemin de Liffard (d)
11. Rue Rodolfo-Llopis-Ferrandiz (g)
12. Avenue du Général-Eisenhower
13. Impasse de las Cegos (d)
14. Avenue du Général-de-Croutte (d)
15. Rue Anne-Guibal-Cammas (g)
16. Rond-point Anna-de-Noailles
17. Rue Claude-Marie-Perroud (g)
18. Rue Roger-Camboulives (d)
19. Rond-point Marcel-Petit
20. Avenue Maurice-Magre (g)
21. Rue Paul-Mesplé (d)
22. Rue Robert-Aron (d)
23. Rue Alex-Coutet (d)
24. Chemin des Pradettes (g)
25. Rue Touny-Lerys (d)
26. Rond-point Louis-Izar
27. Avenue Louis-Ariste-Passerieu (g)
28. Allée Bernard-Sarrieu (d)
29. Rue Jacques-Jean-Esquié (g)
30. Avenue Louis-Bazerque (d)
31. Avenue Jean-Baylet (g)
32. Rond-point de la Cépière
33. Avenue du Groupe-Morhange/Périphérique (A620) - Échangeur no 27 (g)
34. Avenue du Corps-Franc-Pommiès/Périphérique (A620) - Échangeur no 27 (d)
35. Rond-point Léon-Schwartzenberg
36. Rue Joachim-du-Bellay (d)
37. Rue Rembrandt (d)
38. Chemin Abadie (d)
39. Rue Buffon (d)
40. Rue de Vallauris (d)
41. Rue de Bagnolet (g)
42. Rue Jules-Tellier (d)
43. Rue Raymond-de-La-Tailhède (d)
44. Rue du Prado (g)
45. Rue Corneille (g)
46. Rue des Gardénias (d)
47. Rue du Pech (g)
48. Rue du Quatorze-Juillet (g)
49. Rue du Docteur-Jean-Bernardbeig (d)
50. Impasse des Arènes (g)
51. Avenue Alain-Gerbault (d)
52. Place Émile-Mâle (g)
53. Rue de l'Union (d)
54. Boulevard Déodat-de-Séverac (d)

### Transports
La route de Saint-Simon est desservie par les transports en commun Tisséo. À son origine, place Émile-Mâle, elle se trouve à proximité immédiate du pôle d'échanges multimondal des Arènes, qui regroupe la gare de Saint-Cyprien-Arènes, une station de la ligne de métro , un arrêt de la ligne de tramway , et des arrêts des lignes des bus Linéo L2L3L14 et des bus 3467. La route de Saint-Simon est ensuite directement parcourue et desservie, entre la rue du 14-Juillet et le rond-point de la Cépière, par la ligne de Linéo L14. À partir du rond-point de la Cépière, elle n'est plus directement desservie par les lignes de bus, quoique les arrêts des lignes de Linéo L14 et de bus 184687 se trouvent à proximité. Entre la rue Roger-Camboulives et l'avenue du Général-Eisenhower, la route de Saint-Simon est de nouveau desservie par les lignes des bus 47485758 puis, jusqu'au chemin de Tucaut, par les seules lignes de bus 5358.
Il existe plusieurs stations de vélos en libre-service VélôToulouse le long de la route de Saint-Simon et des rues voisines. Elles se trouvent toutes entre le quartier des Arènes et la limite du quartier des Pradettes : les stations no 140 (place Émile-Mâle), no 191 (395 route de Saint-Simon), no 192 (355 route de Saint-Simon), no 263 (87 avenue Jean-Baylet), no 273 (rond-point Louis-Izar).

## Odonymie
La route de Saint-Simon, qu'on désignait autrefois sous le nom de chemin de Saint-Simon (cami de Sant Simon en occitan) tient ce nom de ce qu'elle conduisait de la ville de Toulouse au village de Saint-Simon. On la connaissait également comme le chemin de Cugnaux et, en 1806, elle devint officiellement la route de Cugnaux, comme la rue qui la prolonge à l'est (actuelle rue de Cugnaux). En 1938 cependant, la municipalité voulant éviter les ambiguïtés odonymiques lui attribua le nom de route de Saint-Simon.

## Patrimoine et lieux d'intérêt

### Fermes et maisons de plaisance
- no  7-13 ter : villa des Arceaux. 
Une grande ferme avec tour est édifiée au cours du XVIIIe siècle. Au début du siècle suivant, elle comprend une maison et des communs, qui s'organisent autour d'une cour, et des terres agricoles, dont des vignes. Les bâtiments sont remaniés dans la seconde moitié du XIXe siècle et au début du siècle suivant, une orangerie est élevée en 1869. Le domaine est cependant morcelé entre plusieurs propriétaires et loti en 1991. 
Le portail principal, sur la route de Saint-Simon (actuel no 11), se compose de deux imposants piliers en brique contrebutés par une arche. L'allée principale donne accès à un bassin circulaire en pierre, dont les arceaux – disparus – donnaient leur nom à la propriété. Une allée à gauche mène à la cour principale, autour de laquelle s'organisent la maison de maître et les communs. La maison présente une façade dissymétrique qui comprend plusieurs corps de bâtiment formant des décrochements. À gauche, le corps de bâtiment principal s'élève sur un étage. Il est partagé par une tour carrée de trois étages, coiffée d'un toit en pavillon couvert d'ardoises. Du côté gauche, la façade est rythmée par des pilastres et des cordons de brique. Le porche est soutenu par des colonnes en terre cuite à chapiteaux doriques. Au-dessus prend place la loggia, fermée par un garde-corps à balustres sur lequel reposent deux colonnes en bois à chapiteaux ioniques. L'élévation est couronnée par un attique en terre cuite à décor de claustra. Sur le côté sud-est de la façade, les fenêtres centrales du 1er étage ont des faux garde-corps à balustres. 
En face, les communs se développent sur deux niveaux. Une fontaine est abritée par un édicule ouvert par une baie plein cintre et couronné d'une corniche. L'orangerie s'élève perpendiculairement à la route de Saint-Simon (actuel no 13), sur laquelle elle présente un mur-pignon. Elle compte treize travées, éclairées par des fenêtres rectangulaires au rez-de-chaussée et d'oculi à l'étage, séparées par un décor de tables en saillie. Un portail, similaire au premier, est orné de dosserets. Le logement des ouvriers agricoles s'élève le long de la route, un peu plus loin (actuel no 13 ter)[4],[5],[6].

- no  21 : maison de plaisance (2e moitié du XIXe siècle)[7].
- no  22 : maison de plaisance (2e quart du XIXe siècle)[8].
- no  41 : maison de plaisance (2e moitié du XVIIIe siècle)[9].
- no  93 : villa les Hirondelles (2e moitié du XIXe siècle)[10].
- no  95 : Castel Folie (2e moitié du XIXe siècle)[11].

- no  128 : château de Joves, puis des Ormes ; Institut Saint-Simon. 
Un château de campagne est construit dans la deuxième moitié du XVIIIe siècle. Au début du XIXe siècle, il appartient à Antoine Joves, avocat demeurant grande-rue Nazareth. Entre 1915 et 1926, il est occupé par l'artiste lyrique Claude-Marie Jean. En 1941, il est acheté par l'abbé Jean Plaquevent, qui y installe avec le soutien du régime de Vichy l'Essor occitan, établissement consacré à « enrayer le fléau de la délinquance infantile et juvénile ». En 1943, la structure est confiée à une Association régionale pour la sauvegarde de l'enfance et de l'adolescence (ARSEA). En 1947, l'abbé Plaquevent est remplacé par le docteur Chaurand, un jeune psychiatre. L'actuel Institut Saint-Simon regroupe un Institut thérapeutique, éducatif et pédagogique (I.T.E.P.) et des Centres médico-psycho-pédagogiques (C.M.P.P.). 
La cour est encadrée par deux bâtiments de communs parallèles d'un seul niveau, de plan rectangulaire et enduits, éclairés par des fenêtres segmentaires. Le château proprement dit consiste en un logis rectangulaire, dont la façade principale, côté cour, se développe sur sept travées et s'élève sur quatre niveaux (un sous-sol, un rez-de-chaussée surélevé, un étage et un demi-étage). Le soubassement est en brique apparente, tandis que les élévations sont enduites. La façade est rythmée par les pilastres qui encadrent la façade et la porte. Un escalier droit monte à la porte principale qui s'ouvre dans la travée centrale. Les fenêtres ont des chambranles à crossettes. Dans la travée centrale, en légère saillie, la fenêtre de l'étage est surmontée d'un œil-de-bœuf et d'un fronton triangulaire. La façade du côté jardin est prolongée par un avant-corps central polygonal qui donne sur une terrasse. Deux pavillons d'observation sont édifiés en béton dans les années 1940. Les façades sont percées de fenêtres étroites couronnées par des corniches. Un escalier tournant en béton permet d'accéder à une loggia[12].

- no  152 : villa Suevia (1er quart du XXe siècle)[9].

- no  197 : ferme ; presbytère de l'église Sainte-Germaine-des-Pradettes (2e quart du XXe siècle)[13].

- no  237 : villa Les Tilleuls. 
Une ferme est construite au cours du XIXe siècle. Elle se compose alors de plusieurs bâtiments : une maison de maître, une maison de gardien, plusieurs dépendances et une orangerie. En 1993, le portail est reculé et élargi, et la maison de maître agrandie, tandis que le terrain est morcelé entre plusieurs propriétaires et loti[14].

### Édifices publics
- no  355 : collège George-Sand.

- no  387 : clinique Ambroise-Paré. 
La clinique Ambroise-Paré est fondée vers 1930 par le docteur Jean Bernardbeig sur les allées Charles-de-Fitte (emplacement de l'actuel no 25)[15]. Un nouveau bâtiment est construit vers 1975[16].

### Patrimoine religieux
- no  195 : église Sainte-Germaine-des-Pradettes. 
En septembre 1947, une chapelle dédiée à Germaine de Pibrac est créée par Germain Beauville, curé de la paroisse de Lardenne, sur un terrain offert par la famille Gazel. Le bâtiment consiste en un simple baraquement de bois. En 1973, la chapelle brûle et le terrain est exproprié afin de permettre l'aménagement de la zone à urbaniser en priorité (ZUP) du Mirail. La chapelle est reconstruite 300 mètres plus loin, à l'emplacement actuel, sur un terrain qui appartient à la famille Gaillardie. En 1984, l'église devient le siège d'une nouvelle paroisse. Entre 1992 et 1993, le clocher est construit grâce aux dons et au travail des paroissiens, afin d'abriter la cloche de l'ancienne chapelle de bois, et une cloche offerte par les religieuses de la Compassion de Sainte-Foy-de-Peyrolières. L'église Sainte-Germaine-des-Pradettes appartient désormais au doyenné Rive gauche. Les vitraux, réalisés en 1974, sont dus au peintre-verrier toulousain Henri Guérin.

### Bâtiments industriels
- no  166 : poste de commande centralisée et atelier de la ligne A du métro.

### Parcs et jardins
- Parc de la Mounède
- Hippodrome de la Cépière

- Jardin du Pech. 
Le jardin du Pech, d'une taille d'environ 6500 m², se trouve à l'angle de la rue du 14-Juillet. Il tient son nom de la proximité de la rue du Pech et de l'existence, au XVIe siècle, d'un domaine agricole qui appartenait à une famille Delpech. En 2021, à la suite de son occupation par 26 familles de migrants albanais dans des conditions précaires durant l'hiver 2018 et de la dégradation d'un matériel vieillissant, il bénéficie de travaux de réaménagement[17],[18]. En accès libre, il est équipé d'une aire de jeux pour enfants et de tables de pique-nique[19].
- no  39 : jardin partagé Mounebani.

## Personnalité
- Maurice Sarraut (1869-1943) : sénateur, cofondateur du parti radical et radical-socialiste et directeur de la Dépêche de Toulouse, il vit dans les années 1940 à la villa des Tilleuls (actuel no 237). Le 2 décembre 1943, il est assassiné par la Milice devant la villa[20].